# هاوارد تیلور (تنیس‌باز)
 هاوارد تیلور (انگلیسی: Howard Taylor؛ زاده ) یک تنیس‌باز اهل ایالات متحده آمریکا است.